# Tub de Nessler

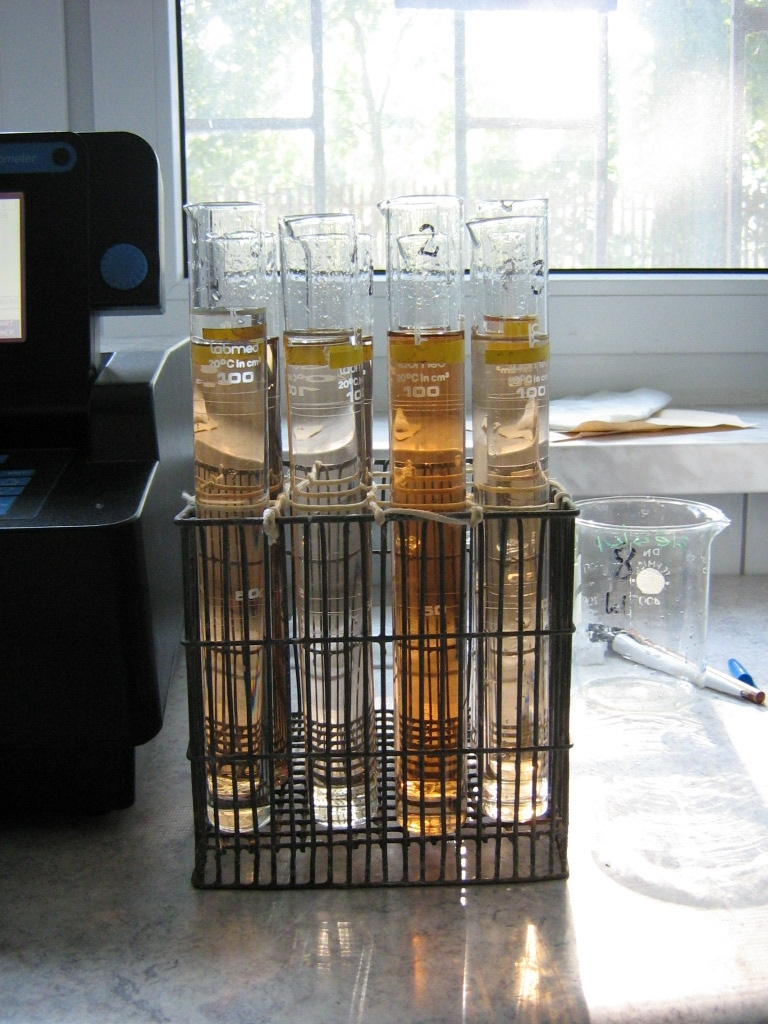
Tubs de Nessler amb dissolucions de diferents concentracions de ferro

Un tub de Nessler és un tub de laboratori de forma cilíndrica, de fons pla, amb un volum normalitzat i amb un bec que facilita el vessament del contingut. A les parets hi ha una marca del volum nominal de vessament total (generalment 100 ml) i, habitualment, una marca a la meitat del tub (50 ml). El volum total també pot ser de 50 ml. L'altura dels de 100 ml és de 25 cm.
El tubs de Nessler s'utilitzen per a l'anàlisi colorimètric. El color de la substància continguda en un tub de Nessler es pot comparar de forma visual amb patrons. Els tubs s'utilitzen sovint per a dur a terme una sèrie de solucions de calibratge de concentracions creixents, que funciona com una escala comparativa. Per minimitzar les diferències en la impressió subjectiva del color de la solució de la substància a analitzar, els tubs d'una sèrie ha de tenir les mateixes característiques. L'observació es pot fer perpendicularment a l'eix del cilindre si la dissolució té molta coloració. Si en té poca, es pot fer una observació des de la part superior seguint la direcció de l'eix de rotació del tub. En l'actualitat, a causa de la propagació d'espectrofotòmetres automatitzats els colorimètrics d'assaig amb l'avaluació visual amb tubs de Nessler s'utilitzen rarament, si bé s'utilitzen, però, com a tub d'assaig o recipient de reacció.
Els tubs de Nessler deuen al seu nom al químic alemany Julius Nessler o Julius Neßler (1827-1905) que els dissenyà.